# Поллард, Гленн
Гленн Поллард (англ. Glenn Pollard, 1901 — 1976) — американский ботаник.

## Биография
Гленн Поллард родился в 1901 году.
Он был специалистом по семейству Орхидные и проводил обширные экспедиции на территории Мексики. В 1967 году Гленн Поллард посетил Chimalapas, Серро-Баул, в южных районах близ границы с штатом Чьяпас. Поллард описал 80 видов растений семейства Орхидные.
Гленн Поллард умер в 1976 году.

## Научная деятельность
Гленн Поллард специализировался на семенных растениях.

## Некоторые публикации
- 1974. Dressler, RL; GE Pollard. The genus Encyclia in Mexico. Ed. Asoc.Mexicana de Orquideología, México. 151 pp. + 50 ilustr. ISBN 99941-1-605-3.

## Почести
Род растений Pollardia Withner & Harding семейства Орхидные был назван в его честь. В его честь был также назван вид растений Malaxis pollardii L.O.Williams.